# Police (Polonia)
Police (in tedesco Pölitz) - è una città (34400 abitanti) della Polonia nord-occidentale, situata alla foce dell'Oder, circa 15 km a nord del capoluogo Stettino. Police è la capitale dell'omonimo distretto nel voivodato della Pomerania Occidentale (dal 1999), in precedenza apparteneva al voivodato di Stettino (dal 1975 al 1978).
Il nome deriva dal polacco pole, che significa "campo".